# Spinlock
Spinlock je v operačních systémech druh zámku, na nějž je třeba aktivně čekat – čekající proces tedy při čekání na spinlock spotřebovává systémové prostředky.
Spinlocky se zpravidla používají pouze v operačním systému, aplikacím jsou poskytována složitější synchronizační primitiva, které čekající aplikace uspí a zařadí do fronty, takže v době, kdy jsou zablokovány, může běžet něco jiného. Na druhou stranu, tyto složitější struktury vyžadují ochranu svých dat proti vícenásobnému přístupu, a k tomu lze použít právě jednodušší a rychlejší spinlocky.
Příklad implementace spinlocku v assembleru architektury x86:
```
 
zacatek:

 
mov
 
eax
,
 
1
               
; přesuneme jedničku do registru

 
xchg
 
eax
,
 
[
 
$
zamek
 
]
     
; jednou instrukcí [[atomicita|atomicky]] prohodíme obsah registru

                          
; s proměnnou držící zámek. nyní je v proměnné určitě jednička

 
test
 
eax
,
 
eax
            
; pokud je v registru nula, zámek byl před prohozením

                          
; odemčený, tudíž jsme jej získali a můžeme pokračovat

 
jnz
 
zacatek
              
; … jinak to zkusíme znovu od začátku

 

 
; ( kritická sekce )

 

 
mov
 
eax
,
 
0
               
; konec, vrátíme do proměnné nulu a tím zámek odemkneme

 
xchg
 
eax
,
 
[
 
$
zamek
 
]
     
; na toto by měla fungovat i prostá instrukce mov,

                          
; ale na některých procesorech se pokazí

```